# Kriegsgefangenenlager Priimetsa
Das Kriegsgefangenenlager Priimetsa befand sich bei Priimetsa, einem Stadtteil von Valga (deutsch Walk) im Süden Estlands.

## Geschichte
Im Spätsommer 1941, kurz nach dem Angriff Deutschlands auf die Sowjetunion und der Besetzung Estlands durch die deutsche Wehrmacht, wurde in Priimetsa ein deutsches Lager für sowjetische Kriegsgefangene errichtet. In ehemaligen Pferdeställen war dort bis Januar 1943 das Stalag 351 (offiziell: „Mannschaftsstamm und -straflager 351“) untergebracht. Es war während des Zweiten Weltkriegs eines von insgesamt sechs Stamm- oder Durchgangslagern in Estland. Etwa 30.000 Kriegsgefangene sollen dort beerdigt sein. An sie erinnert das von Anton Starkopf geschaffene Monument Lein („Trauer“), das eine trauernde Mutter darstellt.
In Priimetsa wurde am 1. November 1944 ein sowjetisches Kriegsgefangenenlager eingerichtet, in dem deutsche, österreichische, ungarische und einige wenige spanischstämmige Soldaten interniert wurden. Etwa 300 Kriegsgefangene fanden dort ihre letzte Ruhestätte. Der letzte Tote wurde in Priimetsa im November 1947 beigesetzt. Seit 1998 ist das Gelände ein Soldatenfriedhof des Volksbunds Deutsche Kriegsgräberfürsorge.
In unmittelbarer Nähe befindet sich der Zivilfriedhof von Valga (Priimetsa kalmistu). Auf ihm sind unter anderem die im Estnischen Freiheitskrieg (1918–1920) gefallenen Einwohner von Valga beigesetzt.